# Міжнародна організація зі спостереження за виборами CIS-EMO
Міжнародна організація зі спостереження за виборами CIS-EMO (англ. Commonwealth of the Independent States - Election Monitoring Organization) — міжнародна неурядова організація, основною декларованою метою якої є сприяння збереженню і розвитку інституту виборів та громадського контролю за ними в країнах з демократичними системами. Пост директора CIS-EMO з 2004 по 2013 рік обіймав Олексій Кочетков (Росія/Польща). У 2013 році директором CIS-EMO обрано Олександра Бедрицького.
Керівним органом Організації є Вища Рада, яка формується з авторитетних представників громадськості різних країн.
До складу Вищої Ради на сьогодні входять представники Росії, Польщі, Німеччини, Франції, Киргизії, України, Молдови, Білорусі, Вірменії, Латвії.
З 2008 по 2010 рік CIS-EMO була складовою частиною Центру моніторингу демократичних процесів «Кворум».

## Діяльність
З моменту свого створення місія CIS-EMO здійснювала спостереження за:
- парламентськими виборами в Республіці Казахстан 2004;
- президентськими виборами в Україні 2004;
- губернаторськими виборами в ряді областей Росії;
- парламентськими виборами в Киргизькій Республіці 2005;
- парламентськими виборами в Республіці Молдова 2005;
- президентськими виборами в Киргизькій Республіці 2005;
- виборами Примара Кишинева (Молдова) 2005 ;
- муніципальними виборами в Естонії 2005;
- парламентськими виборами в Республіці Азербайджан 2005;
- президентськими виборами в Республіці Казахстан 2005;
- парламентськими виборами в Придністров'ї 2005;
- парламентськими виборами на Україні 2006;
- референдумом про незалежність у Придністров'ї 2006;
- президентськими виборами в Придністров'ї 2006;
- Президентські вибори в Росії 2008;
- парламентськими виборами в Південній Осетії 2009;
- Вибори до Волгоградської обласної думи 2009 (Росія);
- Вибори в Законодавчі збори Володимирської області 2009 (Росія);
- Вибори в Архангельське обласне зібрання 2009 (Росія);
- Вибори Державної Ради Татарстану 2009 (Росія);
- Вибори Парламенту Кабардино-Балкарії 2009 (Росія);
- Вибори до Московської міської думи 2009 (Росія);
- виборами в парламент Німеччини 2009;
- муніципальними виборами в Естонії 2009;
- президентськими виборами в Абхазії 2009;
- президентськими виборами в Україні 2010;
- Вибори в Рязанську обласну думу 2010 (Росія);
- Вибори до Воронезької обласної думи 2010 (Росія);
- Вибори в Законодавчі збори Челябінської області 2010 (Росія);
- Вибори до Бєлгородської обласної Думи 2010 (Росія).
- референдумом щодо зміни Конституції Киргизії 2010;
- парламентськими виборами в Киргизії 2010;
- місцевими виборами в Україні 2010;
- регіональними виборами в Україні 2010;
- парламентськими виборами в Естонії 2011;
- парламентськими виборами в Туреччині 2011;
- президентськими виборами в Абхазії 2011;
- парламентськими виборами у Польщі 2011;
- президентськими виборами в Південній Осетії 2011;
- президентськими виборами в Придністров'ї 2011;
- парламентськими виборами в Абхазії 2012;
- повторними президентськими виборами в Південній Осетії 2012;
- президентськими виборами у Франції 2012;
- парламентськими виборами в Україні 2012.

## Відомі представники місії
Як міжнародні спостерігачі у складі місії CIS-EMO брали участь:
- Анджей Леппер, екс-віце-спікер Сейму Польщі, член комісії Європарламенту з прав людини;
- Лешек Міллер, екс-прем'єр-міністр Польщі;
- Ян Чарногурський, екс-прем'єр-міністр Словаччини;
- Павел Решка, журналіст, газета «Дзеннік» (Польща);
- П'єр Леві, головний редактор газети «Бастій, Репюблік, Насьон» (Франція);
- Олександр Мирський, депутат Європарламенту (Латвія);
- Сергій Благовіщенський, помічник депутата Європарламенту (Латвія);
- Сабін Лузінг, депутат Європарламенту (Німеччина);
- Жан-Марі Перрен, екс-посол Франції в Азербайджані та Естонії;
- Богуслав Ковальські, Перший заступник Міністра транспорту Республіки Польща;
- Вальдемар Краска, польська сенатор;
- Райнер Рупп, журналіст газети «Юнге Вельт» і «Нойес Дойчланд» (Німеччина);
- Джульєтто К'єза, італійський журналіст і політичний діяч, екс-депутат Європарламенту;
- Яцек Здроєвський, Генеральний секретар партії «Польська лівиця»;
- Марчін Домагала, політолог, публіцист (Польща);
- Агнешка Гурська, депутат Сейму Польщі;
- Томаш Вивіол, віце-спікер Сейму Західнопоморського воєводства, Польща;
- Розвіта Ульдіз, член ЦК партії «Die Linke», Німеччина;
- Володимир Артеменко, політолог, публіцист (Росія);
- Сильвестр Хрущ, депутат Європарламенту (Польща);
- Тьєррі Мар'яні, депутат Національної асамблеї Франції, член Парламентської асамблеї Організації з безпеки і співробітництва в Європі (ПА ОБСЄ);
- Мішель Вуазен, депутат Національної асамблеї Франції;
- Мартін Фрідріх, співробітник апарату Європарламенту (Німеччина);
- Алдіс Адамович, мер міста Прейли (Латвія);
- Олег Хлєбніков, заступник мера Прейлі, (Латвія) ;
- Поль-Марі Куто, депутат Європарламенту (Франція);
- Себастьян Друаден, голова Франко-російського економічного форуму, заступник генерального директора телеканалу TF- 3;
- Марі-Елен Берар, радник Жака Ширака, банкір, фахівець з конституційного права;
- Франсуа-Ксав'є Кокен, Колеж де Франс, професор;
- Франк Швальба-Хот, екс- депутат Європарламенту, керівник офісу «Грінпіс» у Брюсселі;
- Мірча Маргеску, Університет Париж XII Валь-де-Марн, професор;
- Люка Бьонда, доктор політичних наук, заступник директора IsAG (Insititute for High Studies in Geopolitics and Auxiliary Sciences).
- Олів'є Ведрін, професор Католицького університету м. Лілль.
- Олів'є Декрок, секретар французької парламентської партії «Радикальна партія лівих».

## Інші напрямки діяльності
Крім місій міжнародного спостереження, CIS-EMO займається організацією міжнародних конференцій та круглих столів.
Організація:
- Міжнародна конференція «Громадські інститути у виборчому процесі. Контроль і сприяння» у Громадській палаті РФ[2][3][4]
- Круглий стіл в Європарламенті на тему захисту виборчих прав громадян[5]
- Конференція «Голосуємо за демократію?» з партією «Die Linke» (Німеччина) в Берліні[6][7]
- Круглий стіл «Динаміка розвитку демократичних інститутів Республіки Південна Осетія в перший рік визнання незалежності»[8][9][10]
- Круглий стіл в Цхінвалі «Інвестиційний потенціал Південної Осетії: комплексний підхід, проблеми та перспективи»[11]
- Організація зустрічі з Головою комітету з міжнародних справ Державної Думи К. І. Косачовим[12]
- Організація зустрічі Першого заступника Міністра транспорту Республіки Польща Б. Ковальські з Головою Комітету Державної Думиз транспорту С. Шишкаревим[13]
- Школа міжнародних спостерігачів в Бішкеку[14]

Участь :
- Додаткова нарада ОБСЄ з людського виміру на тему «Демократичний законотворчий процес»[15]
- Круглий стіл ОБСЄ для представників громадянського суспільства[15]
- Передвиборна конференція партії «Європейські ліві» (Європейський парламент-2009)[16]
- Міжнародна конференція «Глобальна Європа» в Європарламенті[17]
- Другий форум «Європейський союз і Росія: нові виклики» в Європарламенті[18]
- Світовий політичний форум «Сучасна держава: стандарти демократії і критерії ефективності» в Ярославлі[19]
- Участь у 17 сесії БДІПЛ ОБСЄ у Варшаві[20][21][22]
- Виступ на брифінгу ПАРЄ і ПА ОБСЄ напередодні виборів до Державної Думи РФ[23]
- Участь у щорічній нараді БДІПЛ ОБСЄ з презентацією Попередньої доповіді місії зі спостереження за виборами CIS-EMO за [[Парламентские выборы на Украине (2012)|виборами народних депутатів до Верховної Ради Україні[24] і доповіддю, присвяченим проблемі неповної відповідності виборчого законодавства країн Європи стандартам ОБСЄ[25]
- Круглий стіл «Перспективи розвитку російсько -українських відносин у зв'язку з результатами парламентських виборів на Україні в 2012 році» в Громадській палаті РФ[26]
- Участь у щорічній нараді БДІПЛ ОБСЄ з презентацією Доповіді про стан виборчої системи України[27][28][29][30]

## Цікаві факти
- Після парламентських виборів в Україні 2012 представник місії міжнародних спостерігачів CIS-EMO Станіслав Бишок написав книгу «Ілюзія свободи: Куди ведуть Україну нові бандерівці», присвячену аналізу діяльності української націоналістичної партії «Свобода» і дослідженню причин її проходження до Верховної Ради України.[31][32][33]